# 1981 en astronautique
Chronologie de l'astronautique
- 1977
- 1978
- 1979
- 1980
- 1981
- 1982
- 1983
- 1984
- 1985

Cette page présente une chronologie des événements qui se sont produits pendant l'année 1981 dans le domaine de l'astronautique.

## Activité spatiale détaillée

### Chronologie

#### Janvier
| Date            | Lanceur      | Base de lancement | Type             | Charge utile             | Notes                               |
| 6 janvier 1981  | Soyouz-U     | Baïkonour         | Orbite basse     | Zenit-6                  | Satellite de reconnaissance         |
| 9 janvier 1981  | Molnia M     | Baïkonour         | Orbite de Molnia | Molniya-3                | Satellite de télécommunications     |
| 16 janvier 1981 | Cosmos-3M    | Baïkonour         | Orbite basse     | Vektor                   | Calibration radar                   |
| 16 janvier 1981 | Soyouz-U     | Baïkonour         | Orbite basse     | Zenit-4MT Orion          | Satellite de reconnaissance optique |
| 20 janvier 1981 | Soyouz-U     | Baïkonour         | Orbite basse     | Iantar-2K Feniks No. 975 | Satellite de reconnaissance         |
| 21 janvier 1981 | Cosmos-3M    | Baïkonour         | Orbite basse     | DS-P1-M Lira             | Cible système anti-satellite        |
| 23 janvier 1981 | Tsiklon-3    | Baïkonour         | Orbite basse     | Geo-IK Musson No. 11     | Géodésie Échec                      |
| 24 janvier 1981 | Soyouz-U     | Baïkonour         | Orbite basse     | Progress 12              | Ravitaillement station spatiale     |
| 27 janvier 1981 | Vostok 8A92M | Baïkonour         | Orbite basse     | Tselina-D                | Satellite d'écoute électronique     |
| 30 janvier 1981 | Molnia M     | Baïkonour         | Orbite de Molnia | Molniya-1                | Satellite de télécommunications     |

#### Février
| Date            | Lanceur                | Base de lancement | Type                   | Charge utile             | Notes                                       |
| 2 février 1981  | Tsiklon-2              | Baïkonour         | Orbite basse           | IS-A                     | Satellite anti satellite                    |
| 6 février 1981  | Cosmos-3M              | Baïkonour         | Orbite basse           | Intercosmos 21           | Étude des océans et des surfaces terrestres |
| 11 février 1981 | N-II                   | Tanegashima       | Orbite basse           | ETS 3                    | Satellite technologique                     |
| 12 février 1981 | Cosmos-3M              | Baïkonour         | Orbite basse           | Parus                    | Satellite de navigation militaire           |
| 13 février 1981 | Soyouz-U               | Baïkonour         | Orbite basse           | Zenit-6                  | Satellite de reconnaissance                 |
| 18 février 1981 | Soyouz-U               | Baïkonour         | Orbite basse           | Iantar-1KFT Siluet No. 1 | Satellite de reconnaissance optique         |
| 19 février 1981 | Molnia M               | Baïkonour         | Orbite de Molnia       | Oko                      | Satellite d'alerte précoce                  |
| 21 février 1981 | Mu-3S                  | Uchinoura         | Orbite basse           | Hinotori                 | Télescope spatial rayons X                  |
| 21 février 1981 | Atlas SLV-3D / Centaur | Cape Canaveral    | Orbite géostationnaire | Comstar D-4              | Satellite de télécommunications             |
| 28 février 1981 | Titan 24B              | Vandenberg        | Orbite basse           | KH-8                     | Satellite de reconnaissance optique         |

#### Mars
| Date         | Lanceur     | Base de lancement | Type                   | Charge utile             | Notes                                      |
| 5 mars 1981  | Soyouz-U    | Baïkonour         | Orbite basse           | Iantar-2K Feniks No. 940 | Satellite de reconnaissance optique        |
| 5 mars 1981  | Tsiklon-2   | Baïkonour         | Orbite basse           | US-A                     | Satellite de reconnaissance radar          |
| 6 mars 1981  | Cosmos-3M   | Baïkonour         | Orbite basse           | Strela-1M x 8            | Satellites de télécommunications           |
| 12 mars 1981 | Soyouz-U    | Baïkonour         | Orbite basse           | Soyouz T-4               | Relève équipage station spatiale           |
| 14 mars 1981 | Tsiklon-2   | Baïkonour         | Orbite basse           | IS-A                     | Satellite anti satellite                   |
| 16 mars 1981 | Titan IIIC  | Cape Canaveral    | Orbite géostationnaire | DSP 10                   | Satellite d'alerte avancée                 |
| 17 mars 1981 | Soyouz-U    | Baïkonour         | Orbite basse           | Zenit-6                  | Satellite de reconnaissance                |
| 18 mars 1981 | Proton-K/DM | Baïkonour         | Orbite géostationnaire | Radouga Gran             | Satellite de télécommunications militaires |
| 20 mars 1981 | Tsiklon-2   | Baïkonour         | Orbite basse           | US-P                     | Satellite de reconnaissance océanique      |
| 22 mars 1981 | Soyouz-U    | Baïkonour         | Orbite basse           | Soyouz 39                | Relève équipage station spatiale           |
| 24 mars 1981 | Molnia M    | Baïkonour         | Orbite de Molnia       | Molniya-3                | Satellite de télécommunications            |
| 28 mars 1981 | Soyouz-U    | Baïkonour         | Orbite basse           | Iantar-2K Feniks No. 979 | Satellite de reconnaissance optique Échec  |
| 31 mars 1981 | Molnia M    | Baïkonour         | Orbite de Molnia       | Oko                      | Satellite d'alerte précoce                 |

#### Avril
| Date          | Lanceur                     | Base de lancement      | Type             | Charge utile             | Notes                                         |
| 7 avril 1981  | Soyouz-U                    | Baïkonour              | Orbite basse     | Zenit-6                  | Satellite de reconnaissance                   |
| 9 avril 1981  | Cosmos-3M                   | Baïkonour              | Orbite basse     | Vektor                   | Calibration radar                             |
| 12 avril 1981 | Navette spatiale américaine | Centre spatial Kennedy | Orbite basse     | Navette Columbia (STS-1) | Premier vol de la navette spatiale            |
| 15 avril 1981 | Soyouz-U                    | Baïkonour              | Orbite basse     | Zenit-6                  | Satellite de reconnaissance                   |
| 16 avril 1981 | Soyouz-U                    | Baïkonour              | Orbite basse     | Zenit-6                  | Satellite de reconnaissance                   |
| 21 avril 1981 | Tsiklon-2                   | Baïkonour              | Orbite basse     | US-A                     | Satellite de reconnaissance radar             |
| 24 avril 1981 | Titan 34B                   | Vandenberg             | Orbite de Molnia | Jumpseat 6               | Satellite de télécommunications militaires    |
| 25 avril 1981 | Proton-K                    | Baïkonour              | Orbite basse     | TKS                      | Deuxième vol de qualification du vaisseau TKS |
| 28 avril 1981 | Soyouz-U                    | Baïkonour              | Orbite basse     | Zenit-6                  | Satellite de reconnaissance                   |

#### Mai
| Date        | Lanceur                | Base de lancement | Type                   | Charge utile             | Notes                               |
| 7 mai 1981  | Cosmos-3M              | Baïkonour         | Orbite basse           | Strela-2M                | Satellite de télécommunications     |
| 14 mai 1981 | Soyouz-U               | Baïkonour         | Orbite basse           | Soyouz 40                | Relève équipage station spatiale    |
| 14 mai 1981 | Vostok 8A92M           | Baïkonour         | Orbite héliosynchrone  | Meteor-2                 | Satellite météorologique            |
| 15 mai 1981 | Scout G-1              | Vandenberg        | Orbite basse           | Nova 1                   | Satellite de navigation             |
| 18 mai 1981 | Soyouz-U               | Baïkonour         | Orbite basse           | Iantar-2K Feniks No. 980 | Satellite de reconnaissance         |
| 19 mai 1981 | Vostok 8A92M           | Baïkonour         | Orbite basse           | Tselina-D                | Satellite d'écoute électronique     |
| 21 mai 1981 | Soyouz-U               | Baïkonour         | Orbite basse           | Zenit-6                  | Satellite de reconnaissance         |
| 22 mai 1981 | Soyouz-U               | Baïkonour         | Orbite basse           | Zenit-4MKT Fram          | Satellite de reconnaissance optique |
| 22 mai 1981 | Delta 3914             | Cape Canaveral    | Orbite géostationnaire | GOES E                   | Satellite météorologique            |
| 23 mai 1981 | Atlas SLV-3D / Centaur | Cape Canaveral    | Orbite géostationnaire | Intelsat 501             | Satellite de télécommunications     |
| 31 mai 1981 | SLV-3                  | Satish Dhawan     | Orbite basse           | Rohini-3                 | Satellite technologique             |

#### Juin
| Date         | Lanceur       | Base de lancement | Type                   | Charge utile             | Notes                                        |
| 3 juin 1981  | Soyouz-U      | Baïkonour         | Orbite basse           | Iantar-2K Feniks No. 942 | Satellite de reconnaissance                  |
| 4 juin 1981  | Cosmos-3M     | Baïkonour         | Orbite basse           | Parus                    | Satellite de navigation militaire            |
| 9 juin 1981  | Molnia M      | Baïkonour         | Orbite de Molnia       | Molniya-3                | Satellite de télécommunications              |
| 16 juin 1981 | Soyouz-U      | Baïkonour         | Orbite basse           | Zenit-4MKT Fram          | Satellite de reconnaissance optique          |
| 17 juin 1981 | Soyouz-U      | Baïkonour         | Orbite basse           | Zenit-6                  | Satellite de reconnaissance                  |
| 19 juin 1981 | Ariane 1      | Kourou            | Orbite géostationnaire | Meteosat 2               | Satellite météorologique                     |
| 19 juin 1981 | Ariane 1      | Kourou            | Orbite géostationnaire | APPLE                    | Satellite de télécommunications expérimental |
| 19 juin 1981 | Molnia M      | Baïkonour         | Orbite de Molnia       | Oko                      | Satellite d'alerte précoce                   |
| 23 juin 1981 | Atlas F       | Vandenberg        | Orbite héliosynchrone  | NOAA 7                   | Satellite météorologique                     |
| 24 juin 1981 | Molnia M      | Baïkonour         | Orbite de Molnia       | Molniya-1                | Satellite de télécommunications              |
| 25 juin 1981 | Proton-K / DM | Baïkonour         | Orbite géostationnaire | Ekran No. 21L            | Satellite de télécommunications              |

#### Juillet
| Date             | Lanceur      | Base de lancement | Type                   | Charge utile             | Notes                                      |
| 1er juillet 1981 | Soyouz-U     | Baïkonour         | Orbite basse           | Zenit-6                  | Satellite de reconnaissance                |
| 2 juillet 1981   | Soyouz-U     | Baïkonour         | Orbite héliosynchrone  | Resurs-F1 17F41 No. 15   | Observation de la Terre                    |
| 7 juillet 1981   | Soyouz-U     | Baïkonour         | Orbite basse           | Zenit-6                  | Satellite de reconnaissance                |
| 10 juillet 1981  | Vostok 8A92M | Baïkonour         | Orbite héliosynchrone  | Meteor-Priroda           | Satellite météorologique                   |
| 10 juillet 1981  | Vostok 8A92M | Baïkonour         | Orbite basse           | Iskra                    | Radio amateurs                             |
| 15 juillet 1981  | Soyouz-U     | Baïkonour         | Orbite basse           | Iantar-2K Feniks No. 951 | Satellite de reconnaissance                |
| 17 juillet 1981  | Soyouz-U     | Baïkonour         | Orbite basse           | Zenit-6                  | Satellite de reconnaissance                |
| 29 juillet 1981  | Soyouz-U     | Baïkonour         | Orbite basse           | Zenit-6                  | Satellite de reconnaissance                |
| 30 juillet 1981  | Proton-K/DM  | Baïkonour         | Orbite géostationnaire | Radouga Gran             | Satellite de télécommunications militaires |

#### Août
| Date         | Lanceur              | Base de lancement | Type                   | Charge utile             | Notes                                 |
| 3 août 1981  | Delta 3913           | Vandenberg        | Orbite moyenne         | DE 1                     | Étude de la magnétosphère             |
| 3 août 1981  | Delta 3913           | Vandenberg        | Orbite basse           | DE 2                     | Étude de la magnétosphère             |
| 4 août 1981  | Molnia M             | Baïkonour         | Orbite de Molnia       | Oko                      | Satellite d'alerte précoce            |
| 4 août 1981  | Tsiklon-2            | Baïkonour         | Orbite basse           | US-P-M1                  | Satellite de reconnaissance océanique |
| 6 août 1981  | Atlas SLV-3D Centaur | Cape Canaveral    | Orbite géostationnaire | FLTSATCOM F5             |                                       |
| 6 août 1981  | Cosmos-3M            | Baïkonour         | Orbite basse           | Strela-1M x 8            | Satellites de télécommunications      |
| 7 août 1981  | Vostok 8A92M         | Baïkonour         | Orbite basse           | Intercosmos 22           | Étude de la haute atmosphère          |
| 10 août 1981 | N-II                 | Tanegashima       | Orbite géostationnaire | GMS 2                    | Satellite météorologique              |
| 12 août 1981 | Cosmos-3M            | Baïkonour         | Orbite basse           | Parus                    | Satellite de navigation militaire     |
| 13 août 1981 | Soyouz-U             | Baïkonour         | Orbite basse           | Iantar-2K Feniks No. 943 | Satellite de reconnaissance           |
| 18 août 1981 | Soyouz-U             | Baïkonour         | Orbite basse           | Zenit-6                  | Satellite de reconnaissance           |
| 21 août 1981 | Soyouz-U             | Baïkonour         | Orbite basse           | Iantar'-4K2              | Satellite de reconnaissance optique   |
| 24 août 1981 | Tsiklon-2            | Baïkonour         | Orbite basse           | US-A                     | Satellite de reconnaissance radar     |
| 24 août 1981 | Tsiklon-3            | Baïkonour         | Orbite basse           | Tselina-D                | Satellite d'écoute électronique       |
| 27 août 1981 | Soyouz-U             | Baïkonour         | Orbite héliosynchrone  | Resurs-F1 17F41 No. 16   | Observation de la Terre               |
| 28 août 1981 | Cosmos-3M            | Baïkonour         | Orbite basse           | Strela-2M                | Satellite de télécommunications       |

#### Septembre
| Date              | Lanceur        | Base de lancement | Type                   | Charge utile         | Notes                                                                    |
| 3 septembre 1981  | Titan IIID     | Vandenberg        | Orbite polaire         | KH-11 KENNAN         | Satellite de reconnaissance optique                                      |
| 4 septembre 1981  | Soyouz-U       | Baïkonour         | Orbite basse           | Zenit-6              | Satellite de reconnaissance                                              |
| 4 septembre 1981  | Cosmos-3M      | Baïkonour         | Orbite basse           | Tsikada              | Satellite de navigation                                                  |
| 11 septembre 1981 | Molnia M       | Baïkonour         | Orbite de Molnia       | Molniya-3 No. 28     | Satellite de télécommunications                                          |
| 14 septembre 1981 | Tsiklon-2      | Baïkonour         | Orbite basse           | US-P-M               | Satellite de reconnaissance océanique                                    |
| 14 septembre 1981 | Tsiklon-2      | Baïkonour         | Orbite basse           | US-P-M1              | Satellite de reconnaissance océanique                                    |
| 15 septembre 1981 | Soyouz-U       | Baïkonour         | Orbite basse           | Zenit-6              | Satellite de reconnaissance                                              |
| 18 septembre 1981 | Cosmos-3M      | Baïkonour         | Orbite basse           | Parus                | Satellite de navigation militaire                                        |
| 18 septembre 1981 | Soyouz-U       | Baïkonour         | Orbite basse           | Zenit-4MT Orion      | Satellite de reconnaissance optique                                      |
| 19 septembre 1981 | Feng Bao 1     | Jiuquan           | Orbite basse           | SJ x 3               | Satellites technologique                                                 |
| 21 septembre 1981 | Tsiklon-3      | Baïkonour         | Orbite basse           | Auréole 3            | Étude du couplage entre magnétosphère et ionosphère aux hautes latitudes |
| 23 septembre 1981 | Cosmos-3M      | Baïkonour         | Orbite basse           | Vektor               | Calibration radar                                                        |
| 24 septembre 1981 | Delta 3910/PAM | Cape Canaveral    | Orbite géostationnaire | SBS 2                | Satellite de télécommunications                                          |
| 28 septembre 1981 | Cosmos-3M      | Baïkonour         | Orbite basse           | Taifun               | Calibration radar                                                        |
| 30 septembre 1981 | Tsiklon-3      | Baïkonour         | Orbite basse           | Geo-IK Musson No. 12 | Géodésie                                                                 |

#### Octobre
| Date             | Lanceur      | Base de lancement | Type                   | Charge utile              | Notes                                             |
| 1er octobre 1981 | Soyouz-U     | Baïkonour         | Orbite basse           | Zenit-6                   | Satellite de reconnaissance                       |
| 6 octobre 1981   | Delta 2310   | Vandenberg        | Orbite basse           | Solar Mesosphere Explorer | Étude des processus atmosphériques liés à l'ozone |
| 6 octobre 1981   | Delta 2310   | Vandenberg        | Orbite basse           | UoSAT 1                   | Radio amateurs                                    |
| 9 octobre 1981   | Soyouz-U     | Baïkonour         | Orbite basse           | Zenit-4MKT Fram           | Satellite de reconnaissance optique               |
| 9 octobre 1981   | Proton-K/DM  | Baïkonour         | Orbite géostationnaire | Radouga Gran              | Satellite de télécommunications militaires        |
| 13 octobre 1981  | Vostok 8A92M | Baïkonour         | Orbite basse           | Tselina-D                 | Satellite d'écoute électronique                   |
| 15 octobre 1981  | Soyouz-U     | Baïkonour         | Orbite basse           | Zenit-6                   | Satellite de reconnaissance                       |
| 17 octobre 1981  | Molnia M     | Baïkonour         | Orbite de Molnia       | Molniya-3                 | Satellite de télécommunications                   |
| 30 octobre 1981  | Proton-K/D-1 | Baïkonour         | Orbite héliocentrique  | Venera 13                 | Sonde spatiale vénusienne                         |
| 31 octobre 1981  | Titan IIIC   | Cape Canaveral    | Orbite haute           | Vortex 10                 | Écoute électronique                               |
| 31 octobre 1981  | Molnia M     | Baïkonour         | Orbite de Molnia       | Oko                       | Satellite d'alerte précoce                        |

#### Novembre
| Date             | Lanceur                     | Base de lancement      | Type                   | Charge utile             | Notes                                                |
| 3 novembre 1981  | Soyouz-U                    | Baïkonour              | Orbite basse           | Iantar-2K Feniks No. 944 | Satellite de reconnaissance                          |
| 4 novembre 1981  | Proton-K / D-1              | Baïkonour              | Orbite héliocentrique  | Venera 14                | Sonde spatiale vénusienne                            |
| 12 novembre 1981 | Navette spatiale américaine | Centre spatial Kennedy | Orbite basse           | Navette Columbia (STS-2) | Deuxième vol de qualification de la navette spatiale |
| 13 novembre 1981 | Soyouz-U                    | Baïkonour              | Orbite basse           | Zenit-6                  | Satellite de reconnaissance                          |
| 17 novembre 1981 | Molnia M                    | Baïkonour              | Orbite de Molnia       | Molniya-1                | Satellite de télécommunications                      |
| 20 novembre 1981 | Delta 3910 / PAM            | Cape Canaveral         | Orbite géostationnaire | Satcom 3R                | Satellite de télécommunications                      |
| 20 novembre 1981 | Cosmos-3M                   | Kapoustine Iar         | Orbite basse           | Bhaskara 2               | Satellite d'observation de la Terre                  |
| 28 novembre 1981 | Cosmos-3M                   | Baïkonour              | Orbite basse           | Strela-1M x 8            | Satellites de télécommunications                     |

#### Décembre
| Date             | Lanceur                | Base de lancement | Type                                                                           | Charge utile             | Notes |
| 3 décembre 1981  | Tsiklon-3              | Baïkonour         | Orbite basse                                                                   | Tselina-D                | Satellite d'écoute électronique |
| 4 décembre 1981  | Soyouz-U               | Baïkonour         | Orbite basse                                                                   | Zenit-6                  | Satellite de reconnaissance |
| 15 décembre 1981 | Atlas SLV-3D / Centaur | Cape Canaveral    | Orbite géostationnaire                                                         | Intelsat 503             | Satellite de télécommunications |
| 17 décembre 1981 | Cosmos-3M              | Baïkonour         | Orbite basse                                                                   | RS x 6                   | Radio amateurs |
| 19 décembre 1981 | Atlas E/SVS            | Vandenberg        | Orbite moyenne                                                                 | GPS 7                    | Satellite de navigation Échec |
| 19 décembre 1981 | Soyouz-U               | Baïkonour         | Orbite basse                                                                   | Iantar-2K Feniks No. 952 | Satellite de reconnaissance |
| 20 décembre 1981 | Ariane 1               | Kourou            | Orbite géostationnaire (périgée 200 km, apogée 35998,5 km, inclinaison 10°503) | Marecs A                 | Satellite de télécommunications maritimes |
| 20 décembre 1981 | Ariane 1               | Kourou            | Orbite géostationnaire (périgée 200 km, apogée 35998,5 km, inclinaison 10°503) | Thésée                   | Satellite scientifique amateur. Étude de l'ionosphère entre 200 et 2 000 km de la Terre. L'expérience Thésée contenue dans la CAT (Capsule Ariane Technologique) a été réalisée par le club scientifique de jeunes de la ville de Paris ; GAREF AEROSPATIAL lauréat du concours ARIANE-80 |
| 23 décembre 1981 | Molnia M               | Baïkonour         | Orbite de Molnia                                                               | Molniya-1                | Satellite de télécommunications |

## Vol orbitaux

### Par pays
| Pays             | Lancements | dont échecs partiels/totaux | Remarques |
| ---------------- | ---------- | --------------------------- | --------- |
| Chine            | 1          |                             |           |
| Europe           | 2          |                             |           |
| Inde             | 1          |                             |           |
| Japon            | 3          |                             |           |
| Union soviétique | 100        | 2                           |           |
| États-Unis       | 19         | 1                           |           |
| Total            | 126        | 3                           |           |

### Par famille de lanceurs
| Famille de lanceurs         | Pays             | Lancements | dont échecs partiels ou totaux | Remarques |
| --------------------------- | ---------------- | ---------- | ------------------------------ | --------- |
| Ariane 1                    | Europe           | 2          |                                |           |
| Atlas Centaur               | États-Unis       | 4          |                                |           |
| Atlas D/E/F                 | États-Unis       | 2          | 1                              |           |
| Cosmos 1/3/3M               | Union soviétique | 18         |                                |           |
| Delta                       | États-Unis       | 5          |                                |           |
| Feng Bao 1                  | Chine            | 1          |                                |           |
| Molnia                      | Union soviétique | 14         |                                |           |
| Mu                          | Japon            | 1          |                                |           |
| N-1/N-II                    | Japon            | 2          |                                |           |
| Navette spatiale américaine | États-Unis       | 2          |                                |           |
| Proton                      | Union soviétique | 7          |                                |           |
| SLV                         | Inde             | 1          |                                |           |
| Scout                       | États-Unis       | 1          |                                |           |
| Soyouz                      | Union soviétique | 42         | 1                              |           |
| Titan C,D,E                 | États-Unis       | 3          |                                |           |
| Titan II, IIIA, IIIB        | États-Unis       | 2          |                                |           |
| Tsiklon-2                   | Union soviétique | 8          |                                |           |
| Tsiklon-3                   | Union soviétique | 5          | 1                              |           |
| Vostok                      | Union soviétique | 6          |                                |           |
| Total                       |                  | 126        | 3                              |           |

### Par type d'orbite
| Orbite                 | Lancements | Succès | Échecs | Orbite atteinte involontairement | Remarques                                                                             |
| ---------------------- | ---------- | ------ | ------ | -------------------------------- | ------------------------------------------------------------------------------------- |
| Basse                  |            |        |        |                                  |                                                                                       |
| Moyenne                |            |        |        |                                  |                                                                                       |
| Haute                  |            |        |        |                                  | dont Molnia, orbite de transfert vers la Lune, orbite elliptique à forte excentricité |
| Géosynchrone/transfert |            |        |        |                                  |                                                                                       |
| Héliocentrique         |            |        |        |                                  | dont orbite de transfert interplanétaire                                              |

### Par site de lancement
| Pays             | Base de lancement      | Nombre de lancements | Remarques |
| ---------------- | ---------------------- | -------------------- | --------- |
| Chine            | Jiuquan                | 1                    |           |
| Europe           | Kourou                 |                      |           |
| Inde             | Satish Dhawan          | 1                    |           |
| Japon            | Uchinoura              | 1                    |           |
| Japon            | Tanegashima            | 2                    |           |
| Union soviétique | Baïkonour              | 99                   |           |
| Union soviétique | Kapoustine Iar         | 1                    |           |
| États-Unis       | Cape Canaveral         | 9                    |           |
| États-Unis       | Vandenberg             | 8                    |           |
| États-Unis       | Centre spatial Kennedy | 2                    |           |
|                  | Total                  | 126                  |           |

## Survols et contacts planétaires
| Date | Sonde spatiale | Événement | Remarque |
| ---- | -------------- | --------- | -------- |
|      |                |           |          |

### Sources
- (en) Jonathan McDowell, « Jonathan's Space Report », Jonathan's Space Page
- (en) Gunter Krebs, « Chronology of Space Launches », Gunter's Space Page